# Bahnstrecke Marienwerder–Schmentau
| Noch heute stehen die Pfeiler der Brücke in der Weichsel |                      |                                                      |                                                      |
| Streckenlänge: | 22,6 km              |                                                      |                                                      |
| Spurweite: | 1435 mm (Normalspur) |                                                      |                                                      |
| |                      |                                                      |                                                      |
| \| \| \| Strecke 218 von Prabuty (dt. Riesenburg) \| \| \| \| \| Strecke 207 von Malbork (dt. Marienburg) \| \| \| \| 52,989 \| Kwidzyn (dt. Marienwerder) \| Kwidzyn (dt. Marienwerder) \| \| \| \| Kwidzyn International Paper \| \| \| \| \| Strecke 207 nach Toruń (dt. Thorn) \| \| \| \| 59,957 \| Nowy Dwór Kwidzyński (dt. Neuhöfen) \| Nowy Dwór Kwidzyński (dt. Neuhöfen) \| \| \| \| Marienwerder Kleinbahnen \| \| \| \| \| Wisła (dt. Weichsel) \| \| \| \| 65,158 \| Opalenie Tczewskie (dt. Münsterwalde) \| Opalenie Tczewskie (dt. Münsterwalde) \| \| \| 68,899 \| Mała Karczma (dt. Kleinkrug) \| Mała Karczma (dt. Kleinkrug) \| \| \| \| Strecke 131 von Tczew (dt. Dirschau) \| \| \| \| \| \| \| \| \| 75,506 \| Smętowo (dt. Schmentau) \| Smętowo (dt. Schmentau) \| \| \| \| Strecke 131 nach Laskowice Pomorskie (dt. Laskowitz) \| \| \| \| \| Strecke 238 nach Skórcz (dt. Skurz) \| \| |                      |                                                      |                                                      |
| Strecke |                      | Strecke 218 von Prabuty (dt. Riesenburg)             | Strecke 218 von Prabuty (dt. Riesenburg)             |
| Abzweig geradeaus und von rechts |                      | Strecke 207 von Malbork (dt. Marienburg)             | Strecke 207 von Malbork (dt. Marienburg)             |
| Bahnhof | 52,989               | Kwidzyn (dt. Marienwerder)                           | Kwidzyn (dt. Marienwerder)                           |
| Abzweig geradeaus und nach links |                      | Kwidzyn International Paper                          | Kwidzyn International Paper                          |
| Abzweig ehemals geradeaus und nach links |                      | Strecke 207 nach Toruń (dt. Thorn)                   | Strecke 207 nach Toruń (dt. Thorn)                   |
| Bahnhof (Strecke außer Betrieb) | 59,957               | Nowy Dwór Kwidzyński (dt. Neuhöfen)                  | Nowy Dwór Kwidzyński (dt. Neuhöfen)                  |
| Kreuzung geradeaus oben (Strecken außer Betrieb) |                      | Marienwerder Kleinbahnen                             | Marienwerder Kleinbahnen                             |
| Brücke über Wasserlauf (Strecke außer Betrieb) |                      | Wisła (dt. Weichsel)                                 | Wisła (dt. Weichsel)                                 |
| Bahnhof (Strecke außer Betrieb) | 65,158               | Opalenie Tczewskie (dt. Münsterwalde)                | Opalenie Tczewskie (dt. Münsterwalde)                |
| Haltepunkt / Haltestelle (Strecke außer Betrieb) | 68,899               | Mała Karczma (dt. Kleinkrug)                         | Mała Karczma (dt. Kleinkrug)                         |
| Kreuzung geradeaus unten (Strecke geradeaus außer Betrieb) · Strecke von rechts |                      | Strecke 131 von Tczew (dt. Dirschau)                 | Strecke 131 von Tczew (dt. Dirschau)                 |
| Abzweig ehemals geradeaus und von links · Strecke nach rechts |                      |                                                      |                                                      |
| Bahnhof | 75,506               | Smętowo (dt. Schmentau)                              | Smętowo (dt. Schmentau)                              |
| Abzweig ehemals geradeaus und nach links |                      | Strecke 131 nach Laskowice Pomorskie (dt. Laskowitz) | Strecke 131 nach Laskowice Pomorskie (dt. Laskowitz) |
| Strecke (außer Betrieb) |                      | Strecke 238 nach Skórcz (dt. Skurz)                  | Strecke 238 nach Skórcz (dt. Skurz)                  |

Die Bahnstrecke Marienwerder–Schmentau (Kwidzyn–Smętowo) war Teilstück einer ursprünglich zweigleisig geplanten Ost–West–Verbindung von Miswalde (Myślice) nach Czersk an der Ostbahn. Während andere Teilstücke dieser Strecke bereits seit 1902 und 1908 in Betrieb waren, wurde sie erst am 1. September 1909 eröffnet.

## Geschichte
Ursachen für diese lange Zeitspanne waren der enorme Höhenunterschied zwischen den nur sieben Kilometern auseinander liegenden Bahnhöfen Marienwerder (62,5 m) und Neuhöfen (19 m) sowie die Bauzeit der über 1000 m langen stählernen Weichselbrücke bei Münsterwalde. Der Bau dauerte von 1905 bis 1909. Der Verkehr auf der nun nur eingleisig errichteten Strecke hatte lediglich lokale Bedeutung. Erst während des Ersten Weltkrieges erfolgte eine höhere Auslastung der Strecke durch Militärtransporte in den Osten. Deshalb begannen 1915 der zweigleisige Ausbau, der 1918 mit dem Kriegsende eingestellt wurde.

## Grenzziehung nach dem Ersten Weltkrieg
Bei der Grenzziehung durch den polnischen Korridor wurde der Betrieb zwischen Polen und Marienwerder in Ostpreußen eingestellt. Die Weichselbrücke und einige Orte auf der Ostseite des Flusses kamen an Polen. Die Stilllegung für den Güter- und Personenverkehr für den Streckenabschnitt zwischen Marienwerder und Neuhöfen erfolgte 1926 mit dem Beschluss, die Weichselbrücke mangels Bedarf zu demontieren. Der Abbau der Brücke erfolgte von 1927 bis 1929. Teile davon wurden 1934 weichselaufwärts bei Thorn für die Piłsudski-Brücke verwendet.
Im Zweiten Weltkrieg wurde der ehemalige Weichsel-Übergang als Transportmöglichkeit in den Osten wiederentdeckt. Erst im August 1944 begann der Wiederaufbau von deutscher Seite. Da die Inbetriebnahme für die geplante Stahlbrücke erst 1945 möglich gewesen wäre, wurde eine hölzerne Behelfsbrücke gebaut, die am 6. Oktober 1944 erstmals befahren wurde. Am 27. Januar 1945 wurde diese im Anblick der näher rückenden Front der Sowjetarmee gesprengt. Nach der Einnahme Marienwerders begann die Rote Armee sofort mit dem Wiederaufbau der stark beschädigten Holzbrücke.

## Nach dem Zweiten Weltkrieg
Im Juli 1945 wurde der Betrieb zwischen Kwidzyn und Opalenie Tczewskie wieder aufgenommen, da zu diesem Zeitpunkt die Strecken über Malbork und Tczew nicht befahrbar waren. Von 1945 bis 1947 fuhren täglich zwei Personenzüge zwischen Prabuty und Smętowo sowie zwei bis drei Züge auf der Relation Warschau–Gdynia.
Nach Aufbau der Weichelquerungen auf den Hauptstrecken wurde am 1. März 1947 diese Behelfsbrücke wieder abgebaut und der Weichselübergang für den Personen- und Güterverkehr stillgelegt.
In den 1960er Jahren war am Bahnhof Nowy Dwór Kwidzyński eine Hilfsbrücke der Bauart KD-66 hinterlegt.
Der restliche Personenverkehr auf dem Abschnitt zwischen Opalenie Tczewskie und Smętowo bestand bis zum 27. November 1962, der Güterverkehr endete schließlich vor dem 28. November 2005. Die Gleise liegen heute noch bis zum Bahnhof in Opalenie Tczewskie.

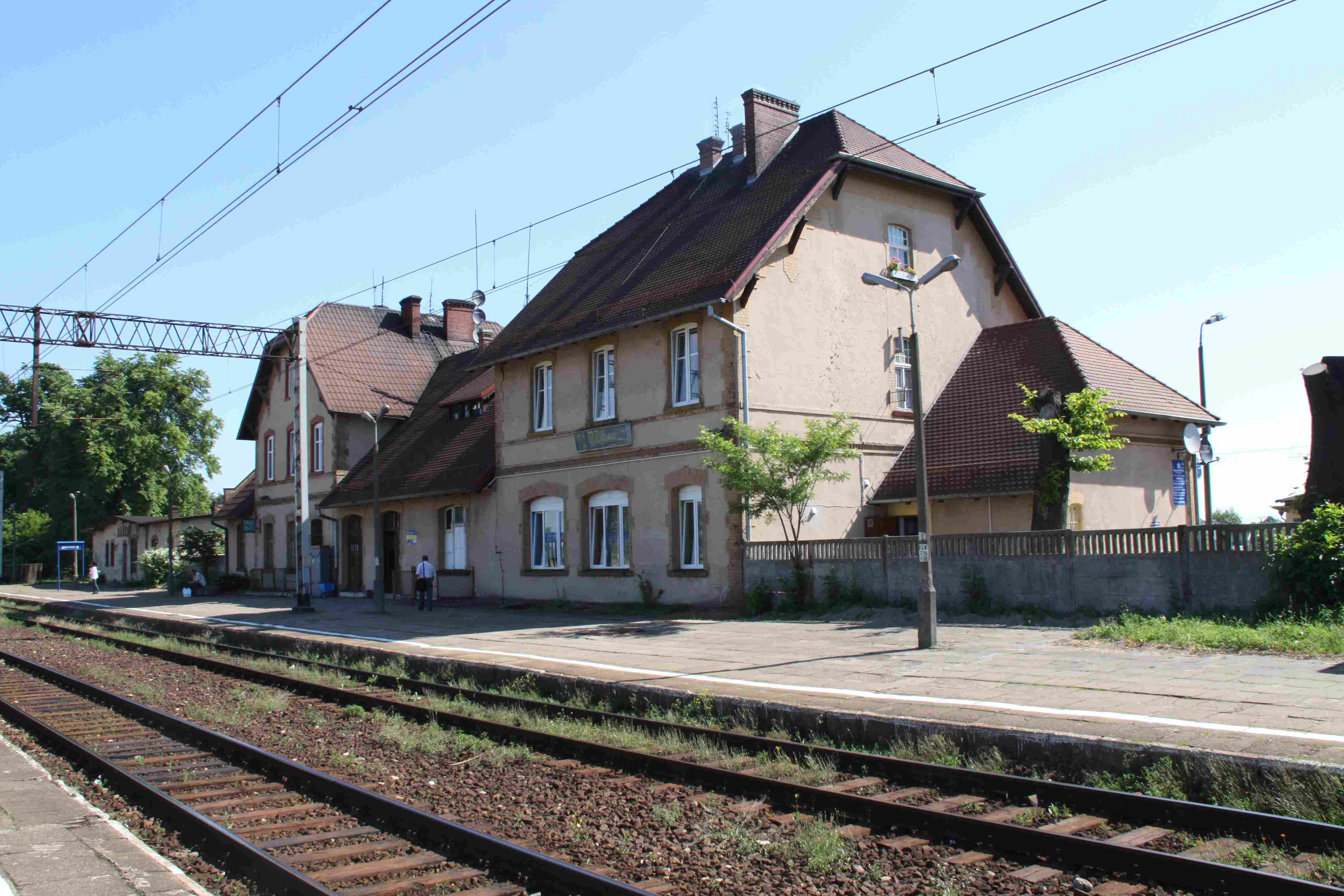
Bahnhof Schmentau
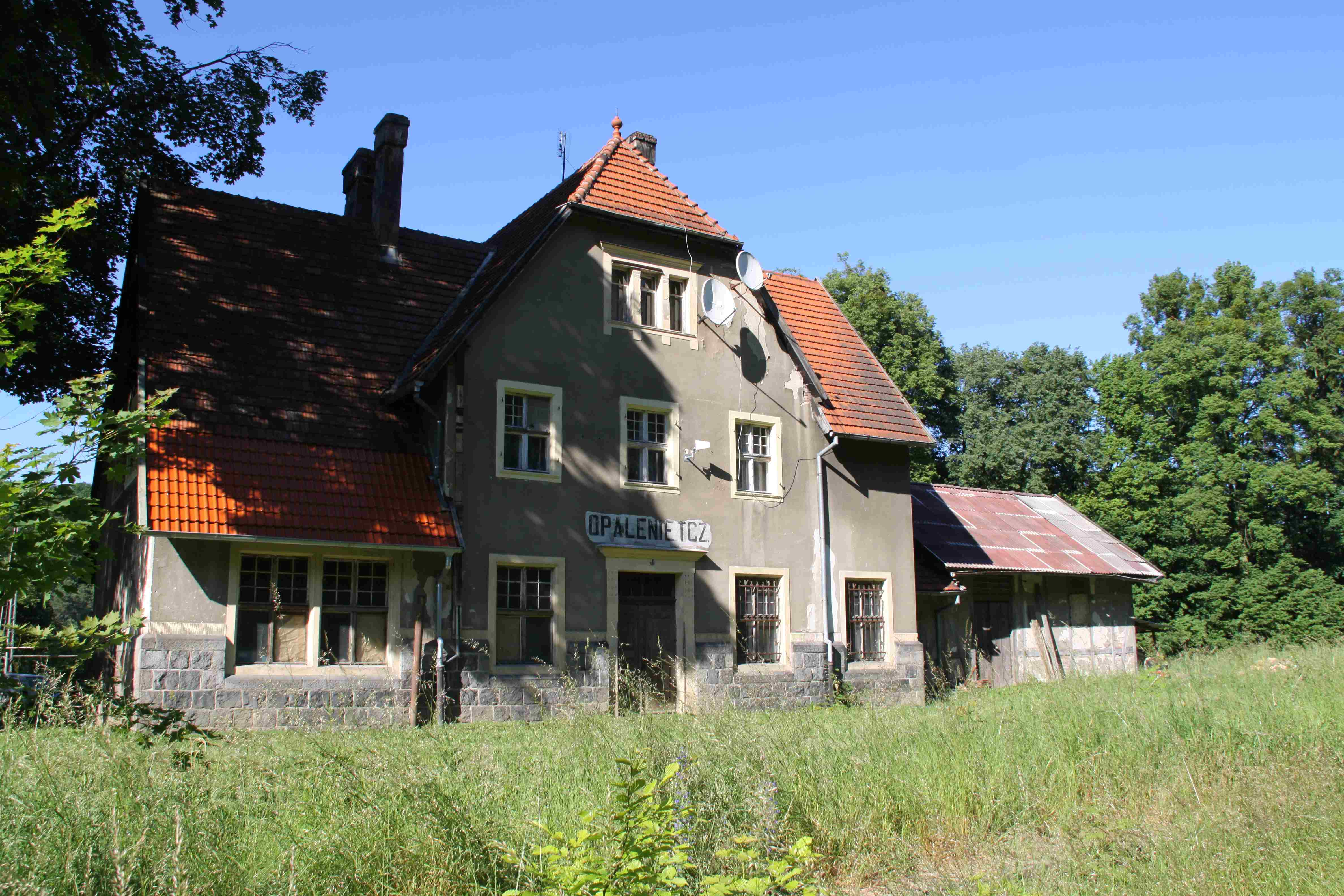
Frontansicht des Bahnhofes Münsterwalde
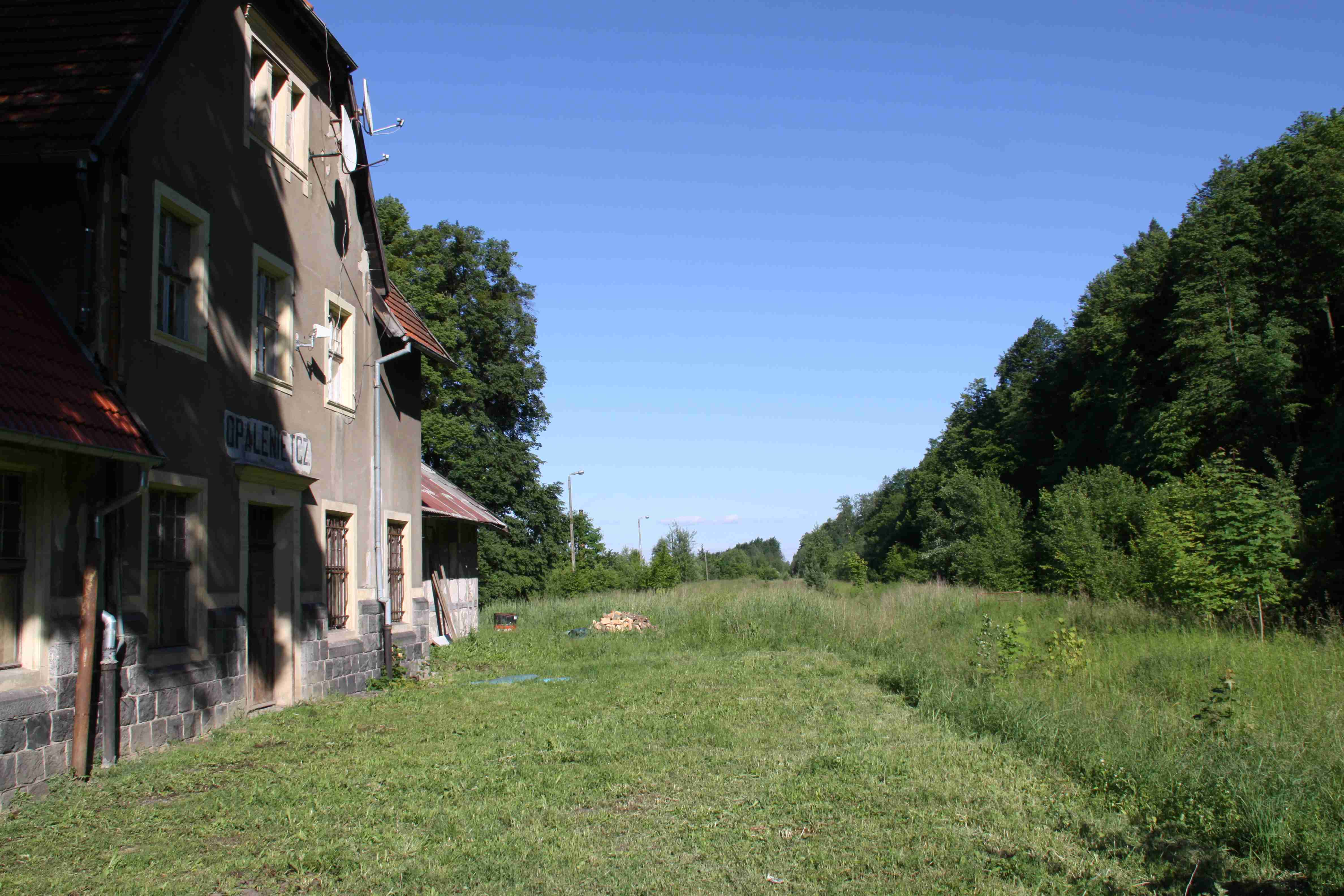
Bahnsteig des Bahnhofes Münsterwalde